# 콴타스 항공
콴타스 항공(영어: Queensland And Northern Territory Aerial Services, QANTAS, 오스트레일리아: QAN)은 1920년에 설립된 오스트레일리아의 국영 항공사이다. 본사는 오스트레일리아 뉴사우스웨일스주 시드니에 있고 허브 공항으로는 시드니 공항과 멜버른 공항이 있다. 또한 브리즈번 공항, 애들레이드 공항, 퍼스 공항을 허브 공항으로 사용하고 있다. 오스트레일리아의 지리적 위치 때문에 캥거루 루트로 알려져 있는 장거리 운항편이 많은 콴타스 항공은 경유지에서 교체와 기내 전용 휴게실을 보유하고 있지만 전통적으로 체력이 있는 스튜어드를 많이 채용하고 있다. 세계 최초로 비즈니스 클래스를 도입했으며 장거리 항공기와 관련해 미국의 비행기 제작사인 보잉과 강력한 관계를 맺고 있다. 오세아니아에서 오래된 항공사중 하나이며, KLM에 이어 두 번째로 창립되었다.

## 역사

### 설립

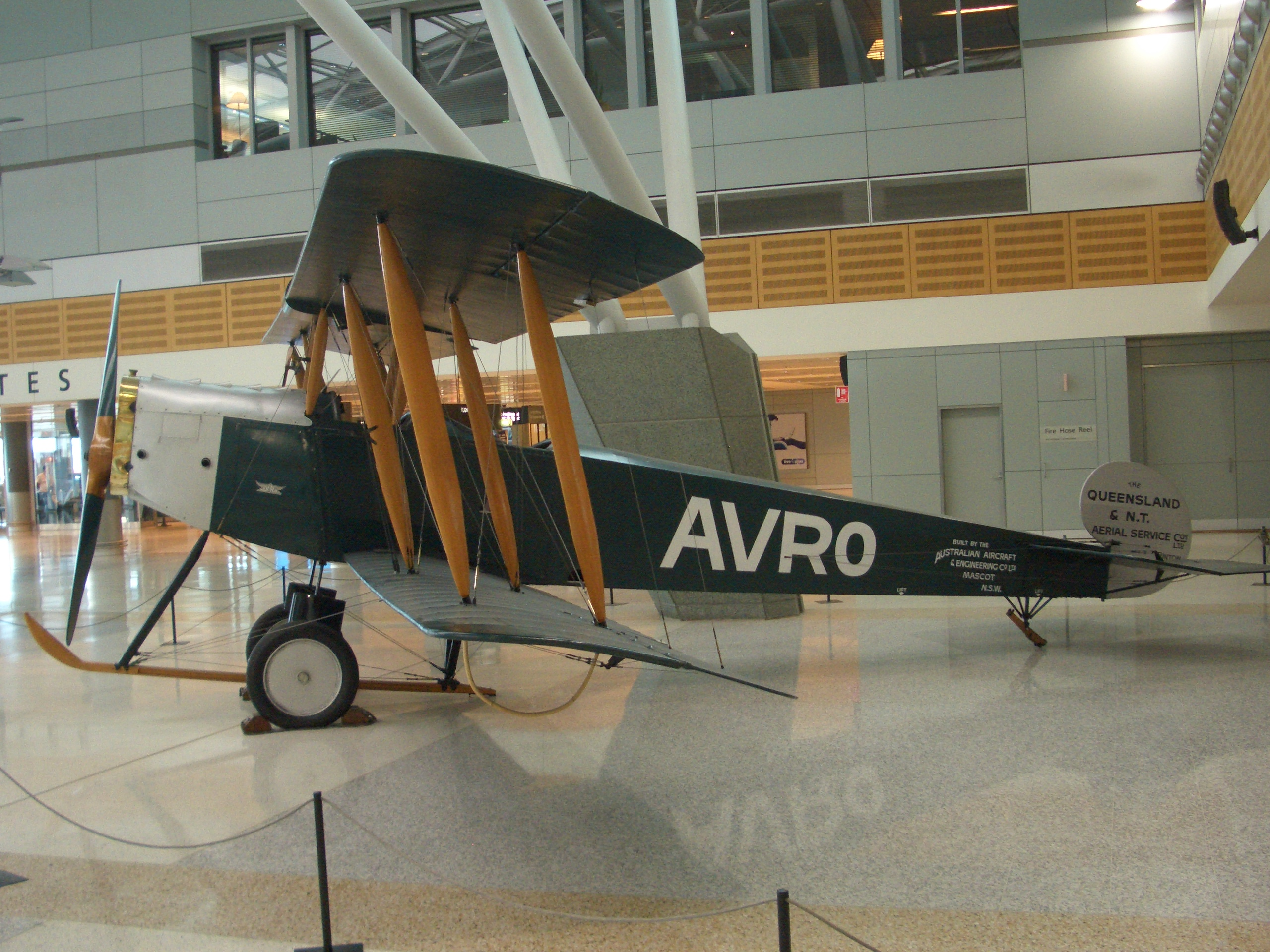
아브로 504K 복제품

1920년 11월 26일, 퀸즐랜드 앤드 노던 테러토리 에어리얼 서비스즈 리미티드(영어: Queensland and Northern Territory Aerial Services Limited)라는 이름으로, 퀸즐랜드 윈튼에서 창립하였다. 공동 창립자는 Paul McGuiness, Hudson Fysh, Fergus McMaster 그리고 Arthur Baird였다. 콴타스 항공의 첫 번째 비행기는 1425 오스트레일리아 파운드에 구입한 아브로 504K 기종이다. 이 항공기는 105 km/h(65 mph)의 속도로 순항하였다.
이 비행기에 한 사람의 조종사와 두 사람의 승객이 탔다. 84살의 알렉산더 케네디(영어: Alexander Kennedy)가 최초의 조종사였다. 콴타스 항공은 당시, 오스트레일리아 정부로부터 보조금을 받아가며 퀸즐랜드 서부에서 항공우편 서비스를 하기도 하였다.
1926년부터 1928년 사이 7대의 드 하빌랜드 DH.50 및 한 대의 드 하빌랜드 DH.9를 라이선스 하에 생산하여 퀸즐랜드 롱리치에 있는 행어에 보관하였다. 1928년 콴타스 항공의 비행기가 퀸즐랜드 클론커리에서 출발하여 로열 플라잉 닥터 서비스 오브 오스트레일리아의 최초 비행을 수행하였다.

### 제2차 세계대전

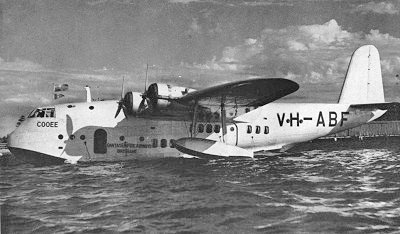
콴타스 항공의 쇼트 엠파이어 비행정

1934년에 콴타스 항공과 영국의 제국항공(현 영국항공)은 새로운 회사인 콴타스 항공 유한회사를 세웠다. 같은 해 12월에 브리즈번을 오가는 국내선 노선이 신설되었고 1935년에 최초로 국제선 노선을 취항했다.
당시 오스트레일리아와 영국도 제2차 세계대전에 참전 했으며 콴타스 엠파이어 항공의 대부분의 기종으로 1939년 9월부터 1945년 사이에 오스트레일리아 정부에 의해 징용되면서 대부분의 항공기는 전투를 하면서 대부분 파괴되었다.
주로 콴타스 엠파이어 항공은 1943년부터 1944년에 당시 전쟁 중이던 일본군의 위협을 받았지만 오스트레일리아 퍼스와 실론(현 스리랑카)를 연결하는 수상 비행정의 직항 항공편을 운항하고 있었다.
비행은 일본군을 비롯한 추축군에 의한 공격을 피하기 위해 무선 없이 행하면서 24시간 이상 걸렸다.

### 제2차 세계대전이후

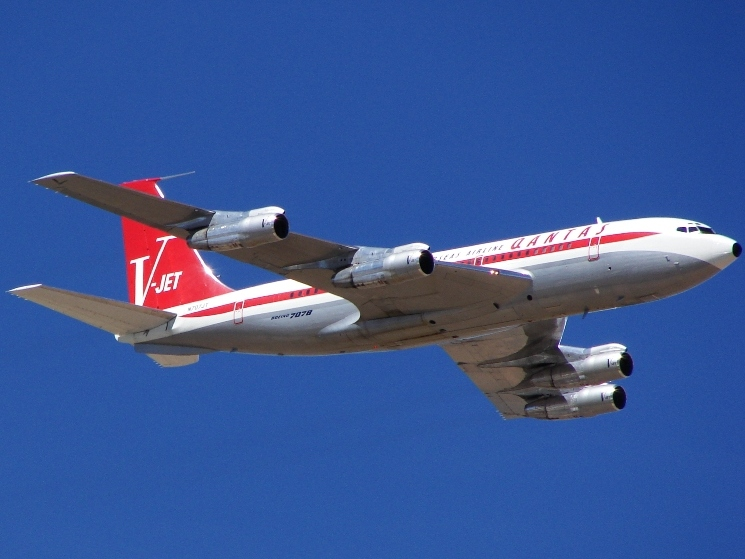
콴타스 항공의 보잉 707-100B (퇴역)

제2차 세계대전이 끝난 후 콴타스 엠파이어 항공은 최고 재무 빈곤에 빠지면서 벤 치플리 총리에 의해 이끌었던 오스트레일리아 노동당 정권이 장악했다. 거기에 주식을 보유한 정부와 비상장 공기업으로 살아났다. 1947년에 록히드 L-049 콘스틸레이션을 주문했으며 1952년 더글러스 DC-4를 투입 하면서 최초로 도쿄 국제공항에 취항한 후 이 노선은 더글러스 DC-4보다 더 큰 더글러스 DC-6과 록히드 L-188를 도입했으며 같은 해 인도양으로 걸쳐 요하네스버그, 퍼스, 코코스 제도, 모리셔스로 서비스를 확대했다.
1948년 당시에 최신 대형 프로펠러 여객기로 록히드 L-049를 전달 받아 장거리 국제선 노선을 중심으로 도입을 추진했다. 콴타스 항공 네트워크는 콴타스 항공이 영국 연방 퍼시픽 항공(영어: British Commonwealth Pacific Airlines / BCPA)의 운항을 맡은 태평양에 이어 계속 확대했다. 1954년에 태평양을 가로질러 북아메리카에 진출 했으며 같은 해 록히드 L-1049 슈퍼 콘스텔리션을 도입했다.
1956년에 보잉 707-100을 주문해 1959년부터 1960년까지 도입했다. 한편 오스트레일리아에서 아시아, 중동, 미국, 멕시코를 통해 런던까지 세계 일주 노선을 운항하는 등 확장 노선을 추진했다. 하지만 대부분의 노선의 1970년대 이후 보잉 747의 도입을 추진했지만 1970년대 초반에 일어난 오일 쇼크와 세계 각국의 항공 수요가 감소되면서 폐지되었다.
1967년 이 회사의 명칭은 콴타스 항공(영어: Qantas Airways Limited)으로 개명했고 이후에 보수 정권이 합의를 계속했다. 이 같은 상황이 있었지만 제2차 세계대전 이후 영국해외항공(현 영국항공)과 공동으로 시드니 ~ 런던간 국제선 운항을 시작했다.

### 제트기 시대

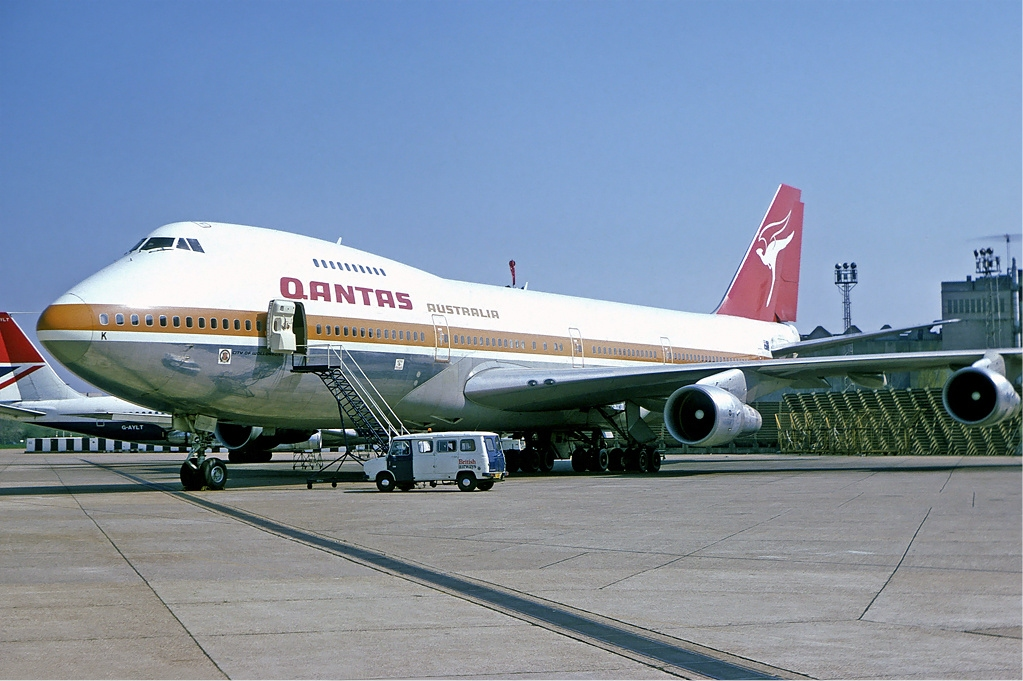
콴타스 항공의 보잉 747-200B (퇴역)

1971년에 보잉 747-200B를 도입했으며 1974년 성탄절에 사이클론 트빌리시가 다윈을 덮치면서 도시가 황폐화가 되었다. 한편 콴타스 항공은 이재민 구조를 위해 1대의 보잉 747-200B 기종을 이용해 673명을 구했으며 이 계기로 단일 항공기 구조 역사상 세계 신기록을 세웠다. 그와 동시에 보잉 707 기종도 도입해 327명을 구조했다. 1975년에 본사가 시드니로 이전되어 현재의 자리가 되었다.
1979년에 보잉 707 기종을 대체하기 위해 맥도넬더글러스 DC-10를 도입하려고 했지만 뉴질랜드 정부의 반대로 도입을 취소하고 보잉 747SP를 도입했다. 같은 해 오클랜드 ~ 시드니 국제선 노선을 끝으로 보잉 707 기종을 퇴역 시키고 보잉 747SP, 보잉 747-200B 기종만 운영하는 항공사가 되었다. 같은 해 항공사 최초로 좌석 제도인 비즈니스 클래스 제도를 도입했다.
1985년에 보잉 767-200을 도입해 뉴질랜드, 아시아 및 태평양 노선에 취항했다. 같은 해 보잉 747-300을 도입했다. 1989년에 보잉 747-400 항공기를 도입해 런던에서 시드니까지 11,185마일을 비행해 상업용 항공기에 대한 세계 신기록을 세웠다.
1990년 콴타스 항공은 중화민국에 진출하기 위해 오스트레일리아 아시아 항공을 설립했다. 보잉 747SP와 보잉 767-300ER 항공기를 도입해 중화민국에서 시드니까지 취항했다. 이 항공사는 1996년에 소멸했고, 대신 에바 항공과 코드쉐어 협정을 체결했다. 1991년 11월에 대한민국에 진출하여, 김포 ~ 시드니 노선을 취항했다.
1992년에 에어버스 A300과 보잉 737을 주문해 도입했으며 1993년 트랜스 오스트레일리아 항공과 합병 이후 모든 오스트레일리아의 지역 도시와 지방 노선을 확장하고 오스트레일리아에서 많은 국제선 노선을 운항하기 시작했다. 같은 해 오스트레일리아 정부의 주도 하에 민영화되었다. 1998년에 캐나다 항공, 캐세이퍼시픽 항공, 영국항공, 아메리칸 항공과 함께 코드쉐어 협정을 체결했고, 이듬해에는 이들 항공사들과 함께 항공 동맹인 원월드를 창립했다. 1997년 12월 4일 대한민국에서 일어난 IMF 구제금융 사건으로 항공수요가 급감하자 1998년 2월 1일 김포국제공항에서 철수했다.

### 현재

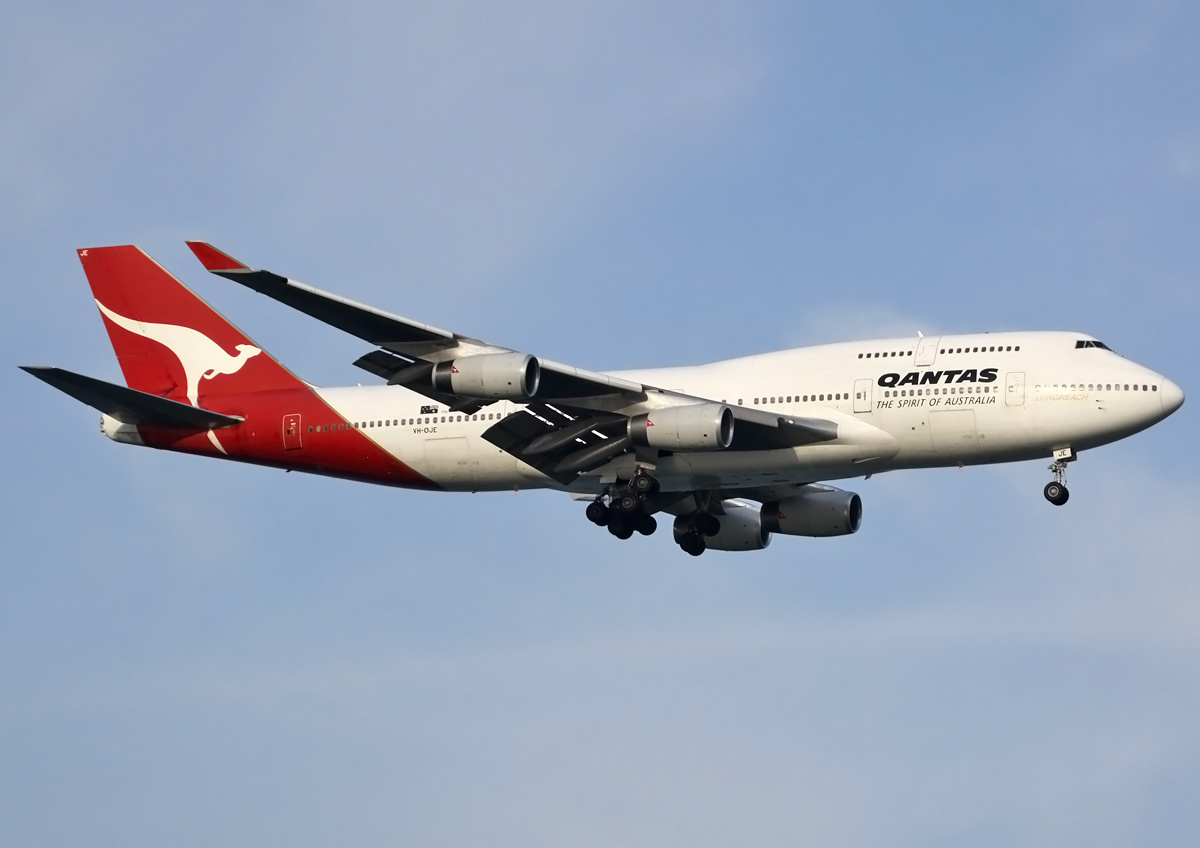
콴타스 항공의 보잉 747-400 (퇴역)

2000년에 콴타스 항공은 20대의 에어버스 A380-800 기종을 주문했다. 엔진은 보기 드물게 롤스로이스의 트렌트 972(A380-842)를 선택했다. 그 중 8대는 주문이 연기되었다가, 취소됐다. 하지만 저가 항공사인 버진 블루의 설립과 9·11 테러로 인해 항공 수요가 급감하면서 아메리칸 항공으로부터 보잉 737-800 기종을 도입했다.
2001년에 전체 출자한 자회사인 오스트레일리아 항공을 설립했다. 2002년에 캥거루 루트 특성상 장거리로 운항하기 때문에 보잉사에 특별 주문을 요청해 6대의 보잉 747-400ER 기종을 도입했다. 2004년에 전체 출자한 자회사인 국내선만 운항하는 저가 항공사인 젯스타 항공을 설립했다. 이후에 콴타스 항공은 콴타스와 젯스타 항공의 2개의 브랜드를 통합하면서 2006년 4월 자회사인 오스트레일리아 항공을 합병을 발표했다.
2003년에 뉴질랜드의 항공사인 에어 뉴질랜드에 산하에 넣는 일을 발표하고 있었지만, 공정거래 위원회에 의해 반경쟁적으로 국민의 이익에 반한다는 이유로 인가되지 않았다. 2005년 12월에 보잉 787-9 기종을 주문해 보잉 747-400과 보잉 767-300ER 기종을 대체될 예정이였으나 민영화 이후 높은 연료 가격과 치열한 경쟁과 산업 분쟁으로 인해 손실을 보게 되면서 지출을 줄이기 위해 2012년에 35대의 항공기 주문을 취소했다. 2006년 4월에 뉴질랜드의 항공사인 에어 뉴질랜드와 트랜스 타스맨 루트를 오스트레일리아와 뉴질랜드 국제선에 관한 제휴를 발표했지만 아직도 실현하지 못했다.
2008년에 콴타스 항공은 영국에 권위있는 항공산업 리서치 기관인 스카이트랙스에서 실시한 조사에서 3위를 차지했다. 같은 해 에어버스 A380-800 기종을 도입했다. 이듬해 12월에 오클랜드 ~ 멜버른 ~ LA 국제선 노선을 끝으로 보잉 747-300이 퇴역했다. 한편 영국의 항공사인 영국항공과 합병을 시도했으나 소유권 문제로 인해 취소했으며 사실상 무산되고 말았다.
2011년 10월 29일 콴타스 항공의 3개의 노동 조합이 임금 인상 요구 및 구조 조정의 반발하는 과정에 직원과 노조들이 동맹 파업을 수 개월에 걸쳐서 실시해 왔던 것에 반발해 오전 6시(UTC)부터 국내선 및 국제선의 전 노선의 운항을 중지했다. 하지만 오스트레일리아 정부가 중재에 들어간 이후 2011년 10월 31일에 전 노선 운항이 재개 되었다.
같은 해 일본의 항공사인 일본항공과 일본의 대기업인 미쓰비시와 합작 회사이자 일본의 저가 항공사인 젯스타 재팬을 설립했으며, 2012년에 일본 국내선 노선에 취항했다. 또한 콴타스 항공의 일부 지분을 보유하고 있다.
2013년 4월에는 에미레이트 항공과 제휴 계약을 체결하여 캥거루 루트의 중간 기착지를 두바이로 변경하였다. 이에 따라 QF - EK 상호 간 마일리지 적립도 가능하다.
한편 콴타스 항공은 탄소세 부과와 항공유 가격 상승에 따라 오스트레일리아 국내선 노선을 비롯해 국제선 노선에 가격을 인상하기로 결정했다.
2014년 2월 23일에 보잉 737-400 기종이 멜버른 ~ 캔버라 국내선 노선을 끝으로 현역에서 모두 퇴역했다. 최근 들어 콴타스 항공은 민영화 이후 17년 만에 적자를 기록 하면서 수익성 개선을 위해 향후 3년간 5,000명의 직원을 감원하는 계획을 발표했다.

## 운항 노선

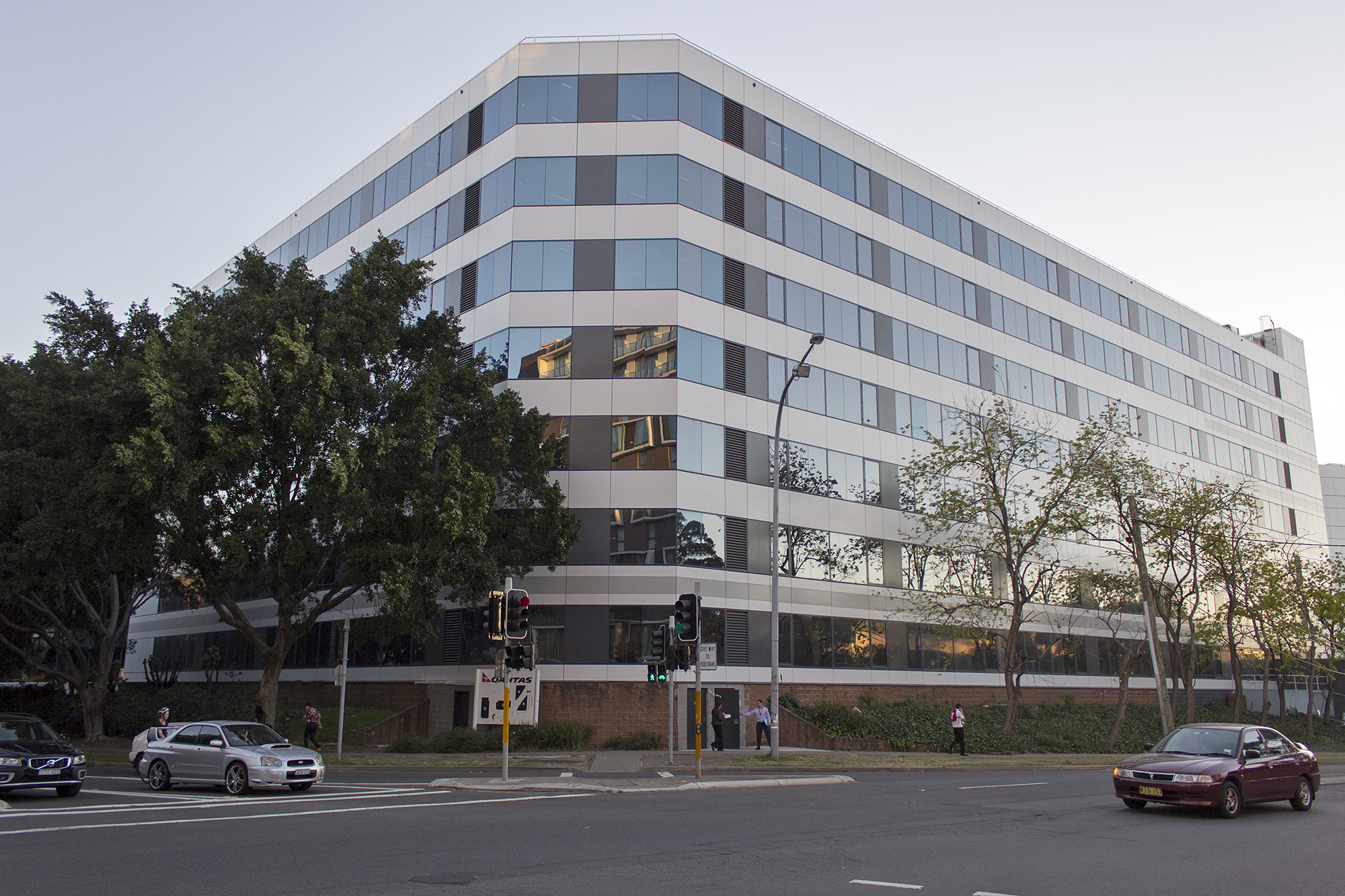
콴타스 항공 사무실 전경

- 2012년 2월 기준으로 현재 콴타스 항공은 42개 도시에 운항하고 있다. 대한민국에는 1991년 11월 2일 김포 - 시드니 노선에 취항하였으나, 1997년 IMF 구제금융 사건 이후 항공수요 급감을 이유로 1998년 2월 1일에 철수[15] 한 후에는 복항하지 않고 있다. 대신 서울에 사무소가 있으며, IMF 사건 이후에도 사무소는 존치했다. 아시아나항공과는 1996년 11월 12일에 업무 제휴를 맺은[16] 이래 현재까지 제휴 중이며, 인천 - 시드니 노선에 한하여 아시아나항공에서 운항하는 OZ601(인천발)/602(시드니발)편에 대한 코드셰어편만 남겼었다. 시드니발은 QF367, 인천발은 QF368이 코드셰어편이다. 계열사인 젯스타 항공이 2019년 12월에 인천 - 골드코스트 직항을 운항하기 시작했지만, 콴타스는 에어 뉴질랜드와 달리 대한민국에는 뒤늦게 복항을 결정하고 2022년 12월 10일부터 인천 - 시드니 직항을 운항하다 2025년 5월 단항하였다. 그리고 인천 복항을 앞두고 아시아나항공과의 코드셰어를 종료했다.

### 코드셰어 협정
- 콴타스 항공은 다음과 같이 코드셰어 협정을 하고 있으며 원월드 이외에 아래 항공사들과 코드셰어 협정을 하고 있다.[17][18]

| - KLM (스카이팀) - LATAM 칠레 - 방콕 항공 - 솔로몬 항공 - 스리랑카 항공 (원월드) - 아메리칸 항공 (원월드) - 알래스카 항공 (원월드) - 에미레이트 항공 - 에어 노스 - 에어 뉴질랜드 (스타얼라이언스) | - 에어 바누아투 - 에어칼린 - 에어 타히티 누이 - 에어 프랑스 (스카이팀) - 엘알 이스라엘 항공 - 영국항공 (원월드) - 웨스트 제트 - 인디고 항공 - 일본항공 (원월드) - 젯스타 항공 | - 중국남방항공 - 중국동방항공 (스카이팀) - 중화항공 (스카이팀) - 캐세이퍼시픽 항공 (원월드) - 콴타스 링크 (원월드, 자회사) - 피지 항공 - 핀에어 (원월드) |  |

## 보유 기종

### 선라이즈 프로젝트
콴타스 항공은 지금은 퇴역한 보잉 747-400과 보잉 747-400ER 항공기를 대체함과 동시에 시드니발 런던(히드로), 뉴욕(JFK) 등의 대륙간 노선의 논스톱 운항을 할 수 있는 항공기를 보잉과 에어버스로부터 의뢰하여 이에 맞는 항공기를 도입하여 초대륙간 노선을 운항 할 계획을 가지고 있는데 이는 선라이즈 프로젝트(Project Sunrise)로 계획, 진행하고 있다. 항공기 구성 조건은 21시간을 무기착 운항할 수 있어야하는데 현재 보잉 777X나 에어버스 A350-1000을 후보군으로 검토를 하고 있었다. 2019년, 콴타스 항공은 고려하다가 에어버스 A350-1000 12대를 도입을 결정, 추진하기로 하였으며 2023년 운항을 목표로 도입을 추진 중이다.

## 재무 및 운영 실적
|                            | 2008년 | 2009년 | 2010년 | 2011년 | 2012년 | 2013년 | 2014년 |
| -------------------------- | ------ | ------ | ------ | ------ | ------ | ------ | ------ |
| 매출 (A$m)                 | 15,627 | 14,552 | 13,772 | 14,894 | 15,724 | 15,902 | 15,352 |
| 수익 (흑자/적자) (A$m)     | 970    | 123    | 116    | 249    | -244   | 6      | -2,843 |
| 종업원 (FTE)               | 33,670 | 33,966 | 32,489 | 33,169 | 33,584 | 33,265 | 30,751 |
| 승객 (m)                   | 38.6   | 38.4   | 41.4   | 44.5   | 46.7   | 48.2   | 48.8   |
| 여객 및 화물중량 (%)       | 80.7   | 79.6   | 80.8   | 80.1   | 80.1   | 79.3   | 77.4   |
| 항공기 취항 수 (연말 기준) | 224    | 229    | 254    | 283    | 308    | 312    | 308    |
| 비고/정보                  | [ 31 ] | [ 31 ] | [ 32 ] | [ 33 ] | [ 34 ] | [ 35 ] | [ 36 ] |

## 기내 서비스
오세아니아 지리 특정상 장거리 노선이 많기 때문에 기내 서비스도 대체로 좋은 편이다. 에어버스 A380 전 기종에 퍼스트 클래스, 비즈니스 클래스, 프리미엄 이코노미, 이코노미 4 클래스가 구성이 되어있다. 에어버스 A330 기종의 경우 비즈니스 클래스를 포함해 이코노미 클래스로 구성되었다. 에어버스 A380 기종의 경우 일등석에 슬리퍼 베팅이 있으며 그 중 일부는 비즈니스 클래스에 풀플랫 타입의 스카이 침대가 장착되었다.
또한 에어버스 A330, 에어버스 A380의 경우 모든 좌석에 주문형 기내 엔터테인먼트 시스템을 탑재하고 있으며 AVOD 프로그램을 이용하여 많은 프로그램을 시청할 수 있다. 이코노미 클래스 이외에도 좌석에서 노트북을 대응하기 위해 AC 전원 콘센트가 있다.
한편 기내식의 경우 각 클래스마다 다르지만, 퍼스트 클래스 전용으로 세면도구를 제공하고 있으며 비즈니스 클래스와 프리미엄 이코노미 클래스의 경우 별도로 식사가 제공된다. 에어버스 A330의 경우 별도로 바 카운터가 설치되어 간단한 식사와 음료수가 준비되었다. 한편 이코노미 클래스의 경우 식사를 비롯해 차와 커피 등의 음료수가 제공되고 있으며 운항 노선에 따라 해당 시간대에 맞춰 식사까지 준비한다.

## 특별 도장
- "Nalanji Dreaming"

보잉 747-300(VH-EBU),(*)
- "Wunala Dreaming"

초기 - 보잉 747-400(VH-OJB),(*)
2호기 - 보잉 747-400ER(VH-OEJ),(*)
- "Yananyi Dreaming"

보잉 737-800(VH-VXB) (야나니는 원주민의 말로, 의미는 「여행하고 있다」또는 「가고 있다」이다.)
- "Formula 1"

보잉 747-400(VH-OJC),(*)
- "QANTAS SOCCEROOS"

보잉 747-400(VH-OJS),(*)
- "one world"

보잉 747-400ER(VH-OEB),(*)
보잉 747-400(VH-OJU),(*)
단거리용 여객기 에어버스 A330-200(VH-EBL)
- "COME PLAY"

보잉 747-400ER(VH-OEB),(*)
(*)；현재 퇴역 기종.,(**)；현재는 일반 도장으로 운항.,(***)；현재는 다른 특별 도장에 운항.
또한 콴타스 항공이 발주한 보잉제 항공기의 고객 번호는 38로 항공기의 형식명은 737-838로 된다.

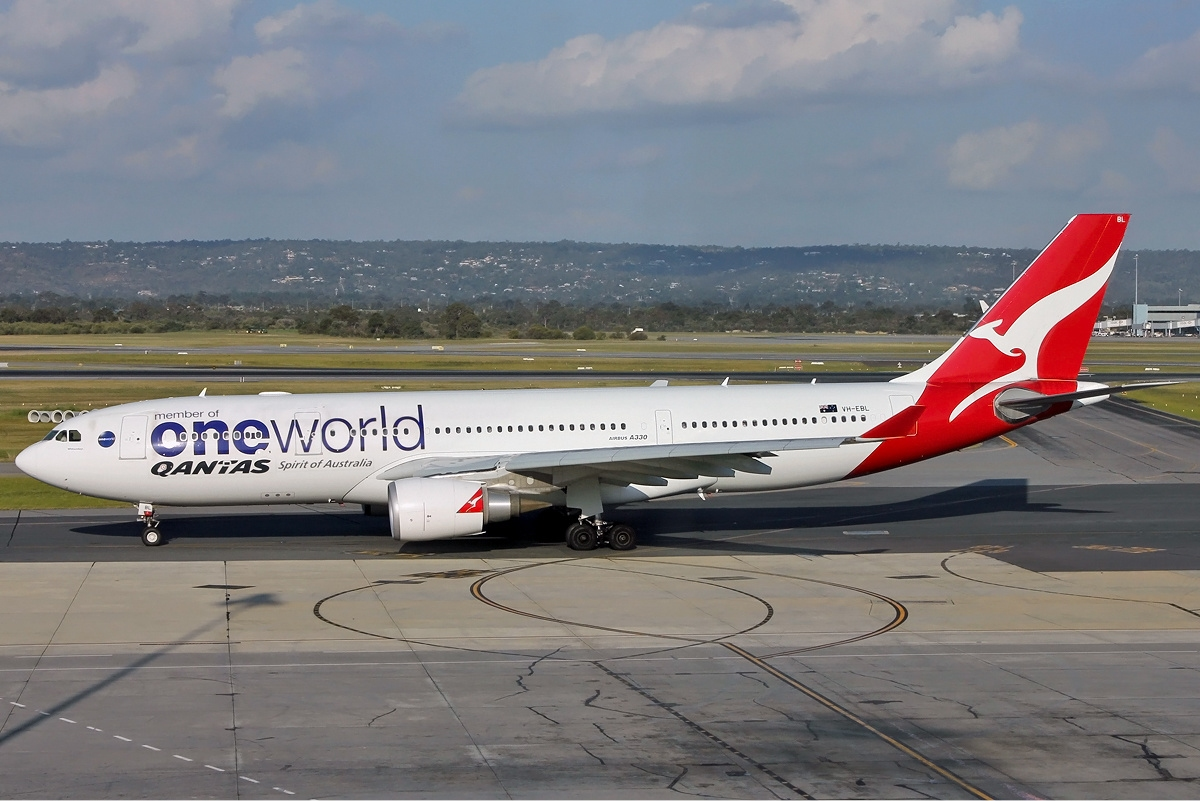
에어버스 A330-200 특별 도장
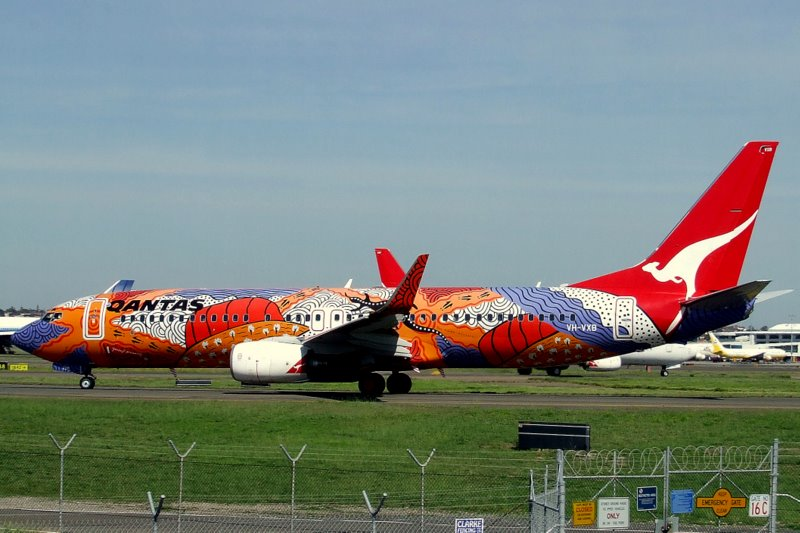
보잉 737-800 특별 도장
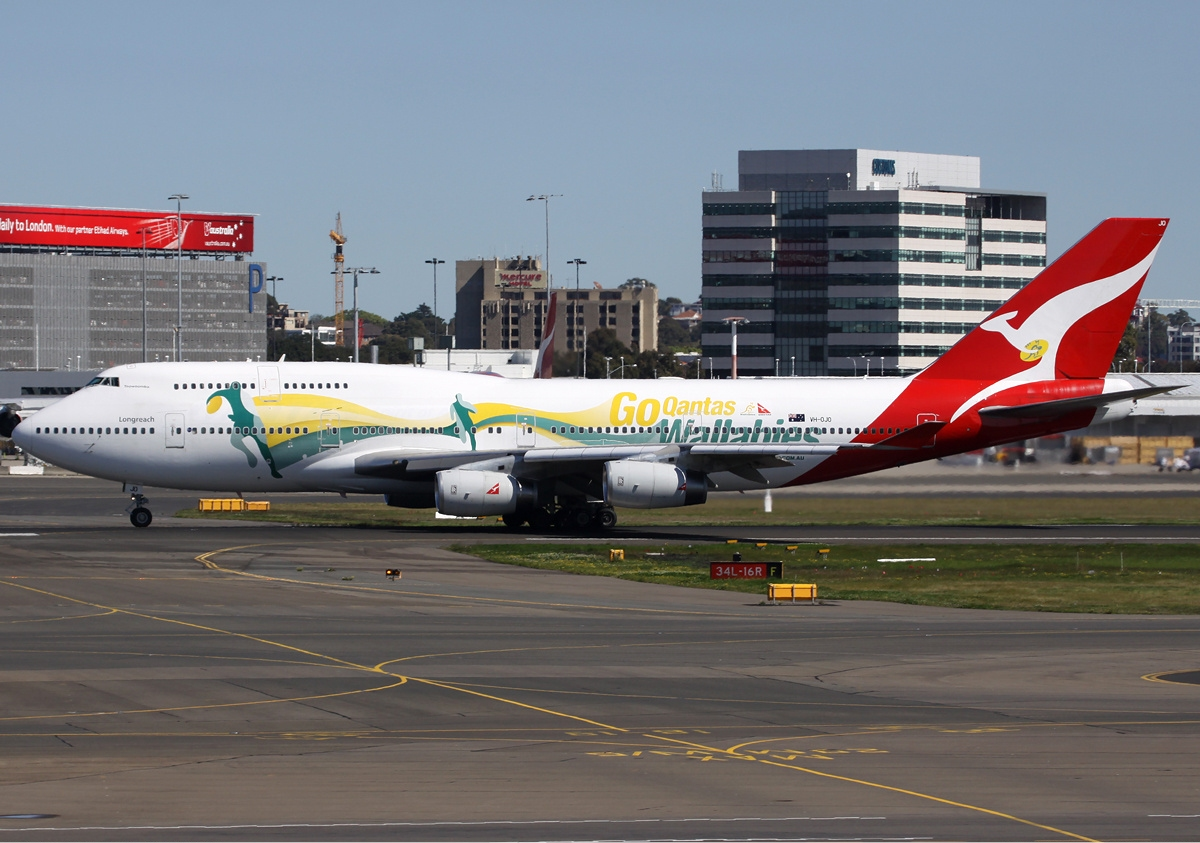
보잉 747-400 특별 도장 (퇴역)
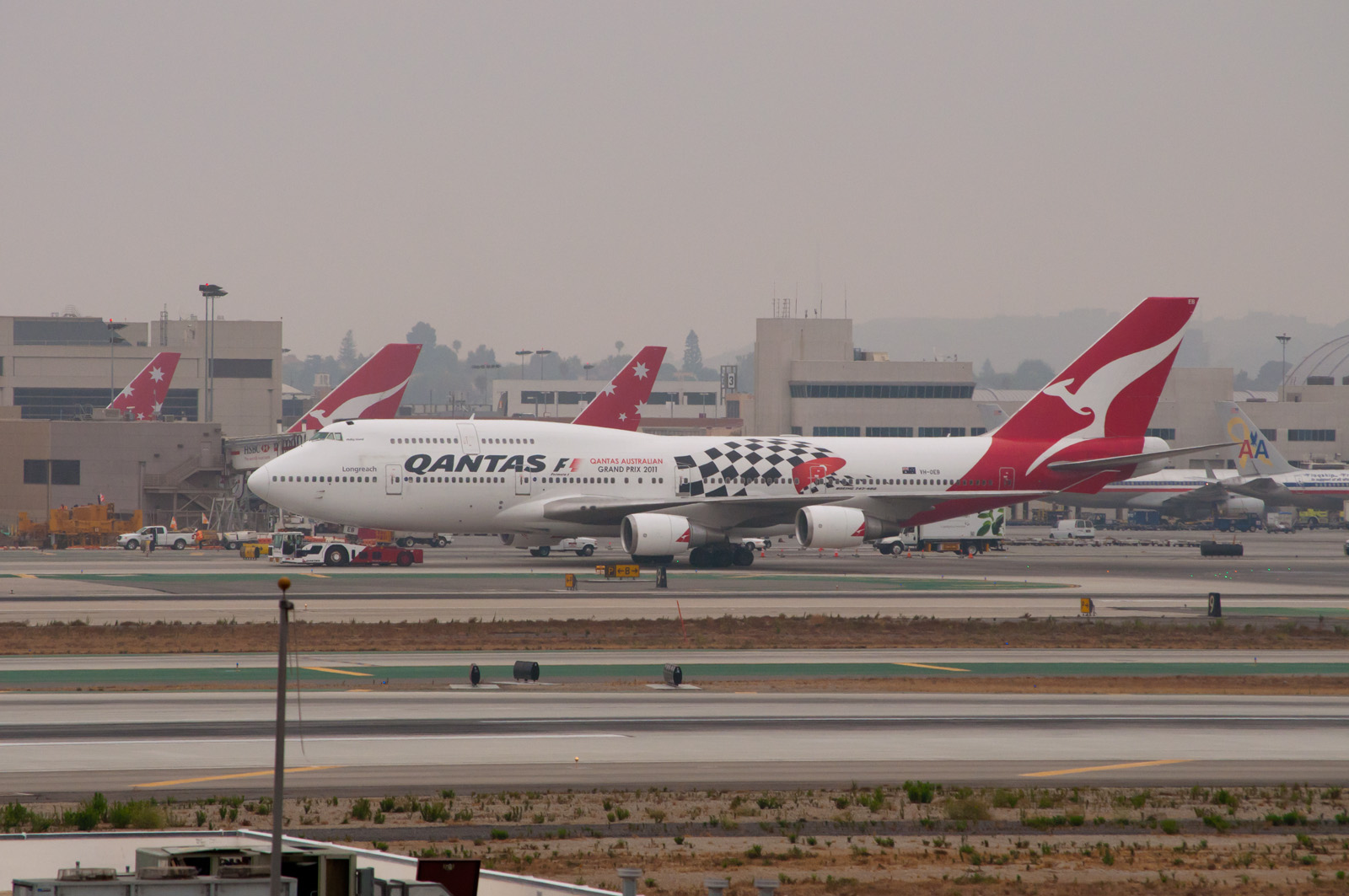
보잉 747-400 특별 도장 (퇴역)
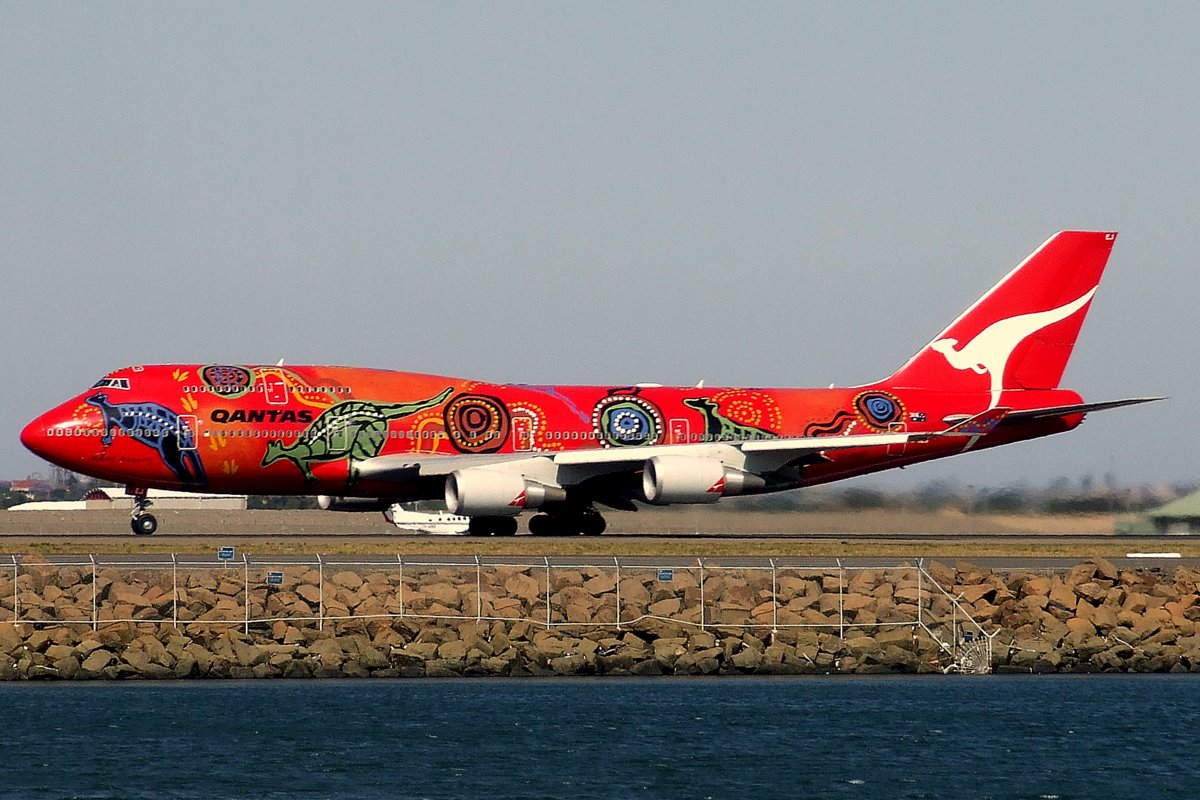
보잉 747-400ER 특별 도장 (퇴역)

## 사건 및 사고
콴타스 항공은 안전한 항공사 순위 중 7위 안에 포함될 정도로 안전한 항공사였지만, 최근에 준사고의 빈도가 증가하고 있다.
- 2000년 4월 22일, 로마를 출발해 방콕을 경유, 시드니로 갈 예정이였던 편명 QF16 보잉 747-300 항공기가 랜딩 기어의 이상으로 로마 피우미치노 공항에서 엔진이 활주로에 닿아 이륙에 실패했다. 인명피해는 없었다.[40]
- 2002년 1월 9일, 대한항공 581편이 시드니에서 콴타스 항공 소속 직원의 실수로 동체 꼬리 부분이 부러지고 말았다.[41]
- 2003년 5월, 멜버른을 이륙하여 레이세스톤으로 향하던 콴타스 항공 소속 QF 1737 여객기가 공중납치 되었다. 승무원과 승객들이 납치범들을 상대로 시도한 저항과 제지 덕분에 멜버른에 다시 안전하게 착륙할 수 있었다.
- 2005년 8월 21일, 승객 190여명을 태우고 도쿄를 출발해 퍼스로 향하던 콴타스 항공 여객기가 화물칸 센서가 오작동해 오사카에 비상 착륙하면서 9명이 다쳤다.[42]
- 2008년 7월 25일, 런던을 출발한 콴타스 항공의 비행기가 비행 중 폭발해 긴급 착륙했다.[43]
- 2008년 7월 28일 콴타스 항공의 국내선 비행기의 바퀴가 들어가는 문이 닫히지 않아 활주로에 비상 착륙했다.[43]
- 2008년 8월 2일 시드니를 출발해 마닐라로 향하던 보잉 767-300 항공기가 비행 도중 유압 계통에 이상이 생겨 시드니로 회항했다.[43]
- 2008년 10월 30일 LA를 출발해 시드니로 향하던 보잉 747-400 항공기의 기상 레이다가 고장나 마침 지나가던 에어 뉴질랜드 비행기를 따라 오클랜드로 비상 착륙했다. 이후 레이다 수리를 마친 뒤 시드니에 도착했다.[44]
- 2008년 10월 30일 멜버른을 출발해 시드니로 향하던 보잉 767-300 항공기가 착륙 기어의 고장으로 멜버른으로 회항했다.[44]
- 2010년 3월 30일 시드니를 출발해 싱가포르로 향하던 보잉 747-400 항공기의 엔진이 고장나 이륙 45분 후 시드니로 회항했다.[45]
- 2010년 11월 4일 콴타스 항공 32편 엔진 폭발 사고와 관련해 싱가포르를 출발해 시드니로 향하던 에어버스 A380-800 항공기의 엔진이 폭발해 싱가포르로 회항했다.[46]
- 2010년 11월 5일 싱가포르를 출발해 시드니로 향하던 보잉 747-400 항공기의 엔진에 화재가 발생해 싱가포르로 회항했다.[46]
- 2010년 11월 16일 요하네스버그를 출발해 시드니로 향하던 보잉 747-400 항공기가 조류와 충돌에 2번 엔진에 이상이 생겨 회항했다.[47]
- 2011년 1월 25일 저녁, 방콕을 출발해 시드니로 향하던 보잉 747-400 항공기가 엔진에 기계적인 결함이 발생해 이륙 2시간 후 다시 방콕으로 회항했다.[48]
- 2012년 2월 7일, 런던을 출발해 싱가포르를 경유해 시드니로 향하던 에어버스 A380-800 항공기의 날개가 균열이 발생이 운항이 중단된 사건이 있었다.[49]

## 같이 보기
- 콴타스 항공 7편
- 캥거루 루트
- 무착륙 비행
- 원월드

## 사진

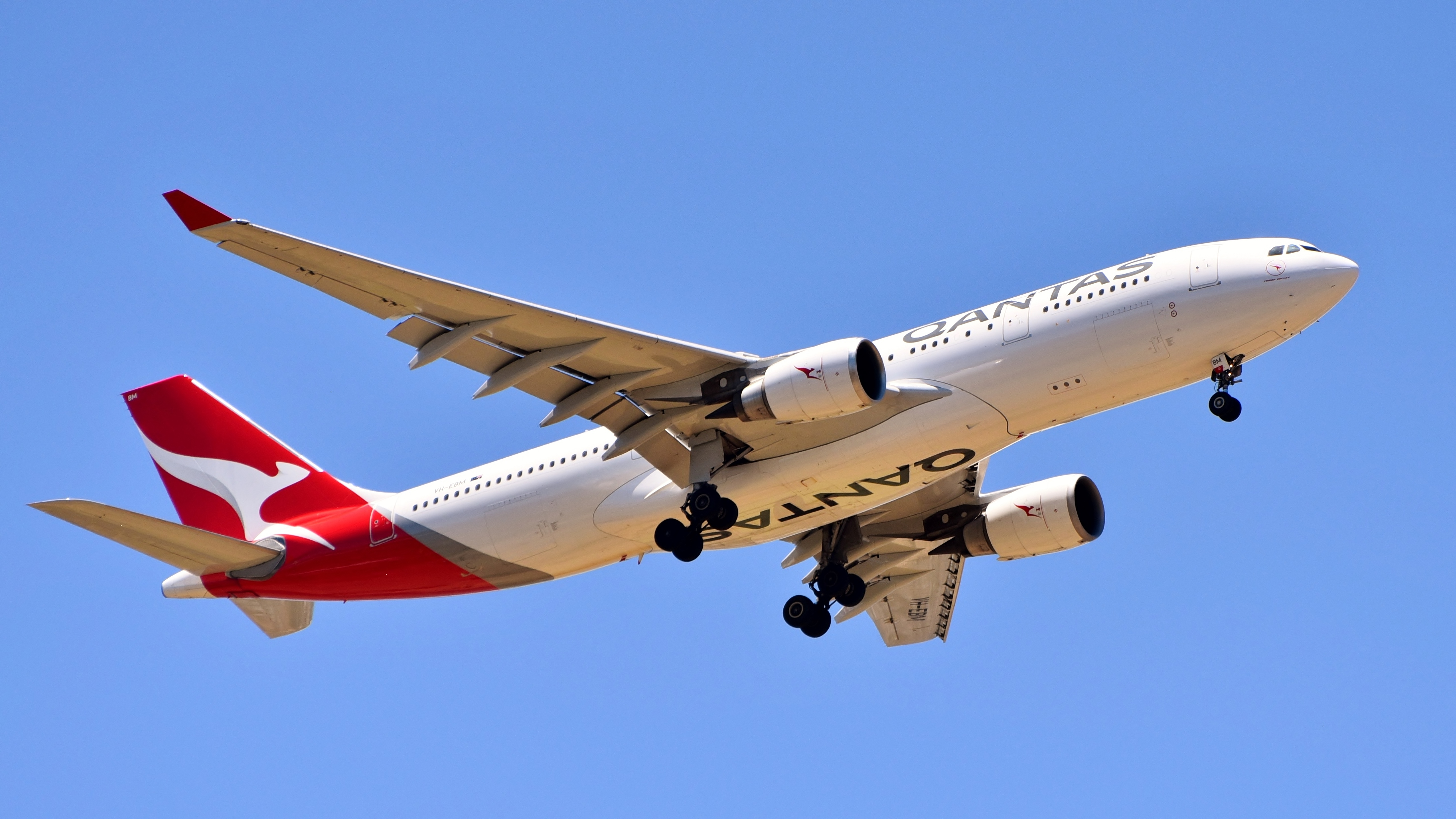
콴타스 항공의 에어버스 A330-200
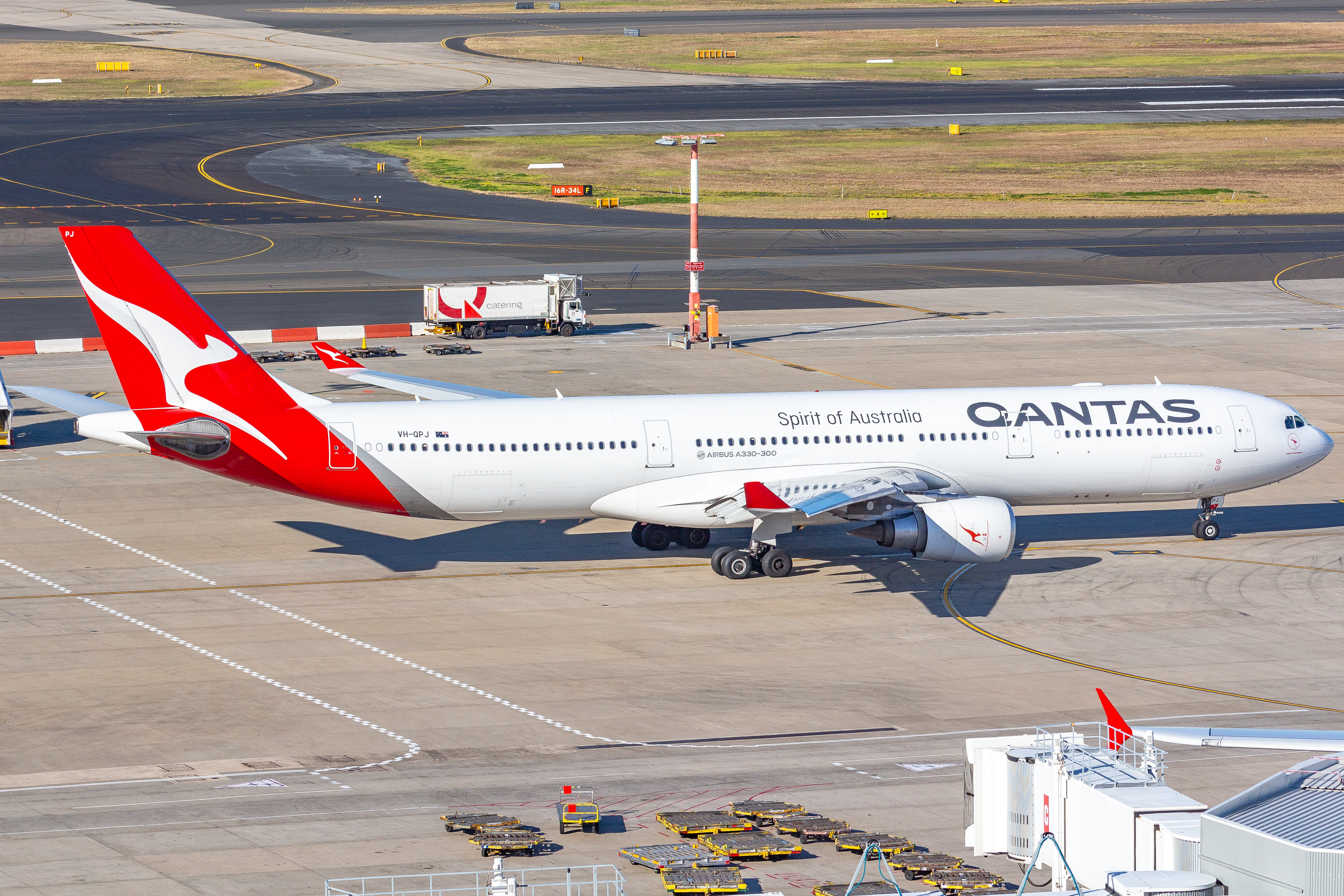
콴타스 항공의 에어버스 A330-300
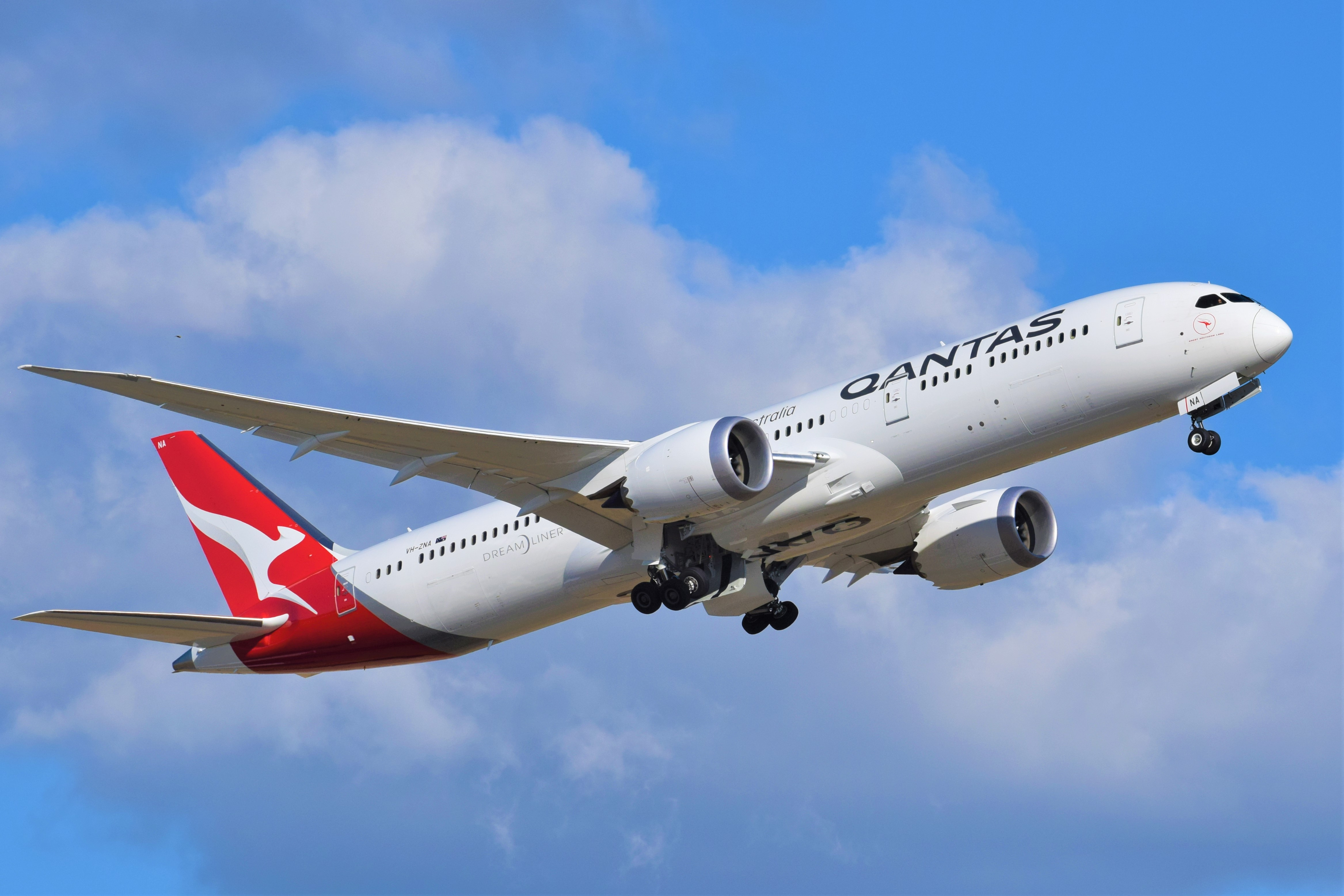
콴타스 항공의 보잉 787-9
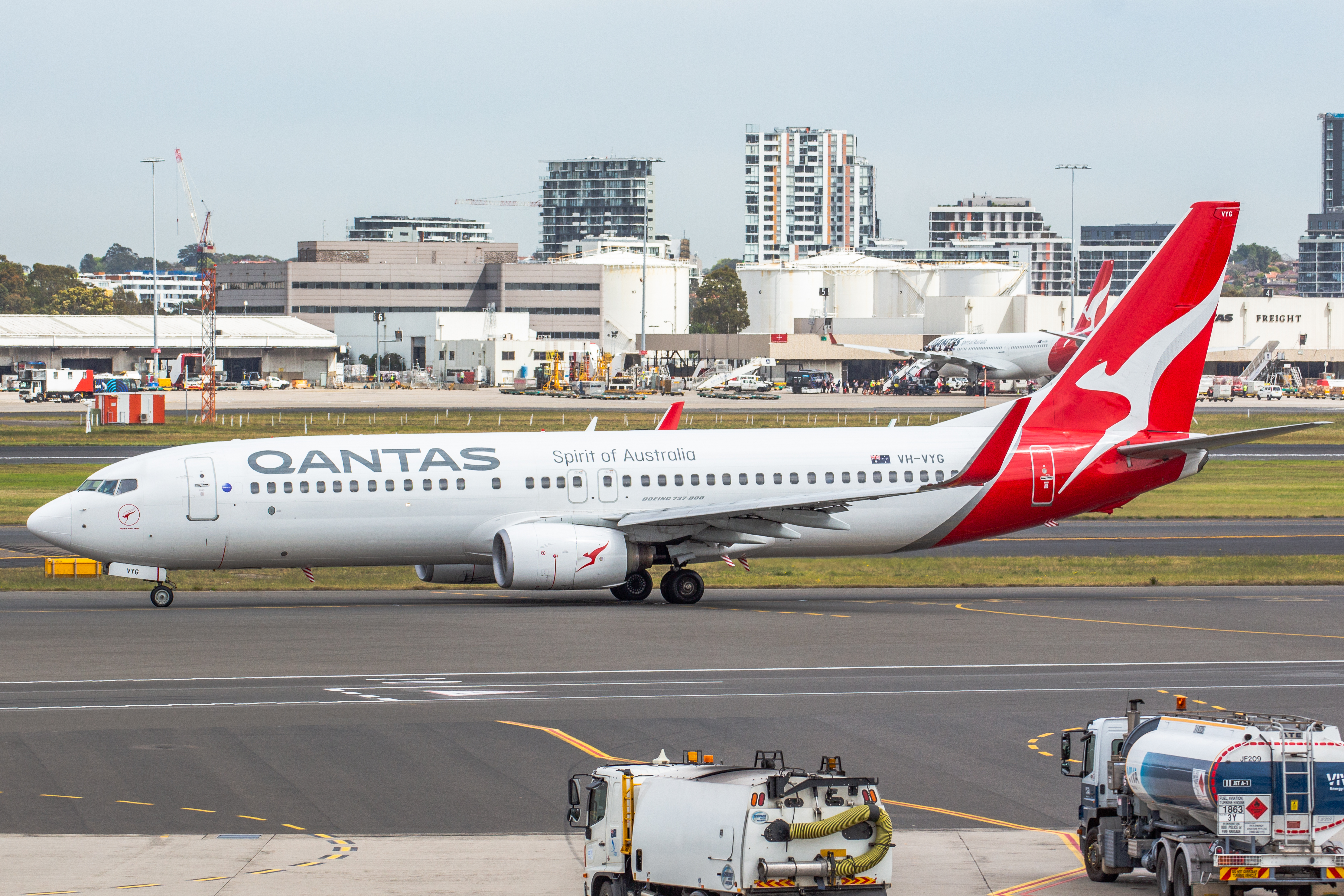
콴타스 항공의 보잉 737-800